# Kerstin Oderhem
Kerstin Elisabeth Oderhem, född 1970, är en svensk präst och sedan 2017 missionsföreståndare för Evangeliska Fosterlandsstiftelsen (EFS).
Oderhem växte upp i Örkelljunga och genomgick pastorsutbildning inom Svenska Alliansmissionen men utan att avskiljas till någon församlingstjänst. Under tiden 1994–2005 arbetade hon som bibellärare på Hållands folkhögskola, 2005–2010 var hon kaplan på EFS-gården i Åsljunga och 2010–2017 var hon distriktsföreståndare för EFS Sydöst. Hon prästvigdes för Svenska kyrkan och Växjö stift i juni 2011.
Den 1 september 2017 tillträdde Oderhem tjänsten som ledare för EFS.
Oderhem har i egenskap av styrelseledamot i Sveriges Kristna råd kritiserat Migrationsverkets bedömning av kristna konvertiters asylskäl.